# Nomada beaumonti
Nomada beaumonti là một loài Hymenoptera trong họ Apidae. Loài này được Schwarz mô tả khoa học năm 1967.